# Ingelstorp
Ingelstorp is een plaats in de gemeente Ystad in het Zweedse landschap Skåne en de provincie Skåne län. De plaats heeft 110 inwoners (2005) en een oppervlakte van 22 hectare.

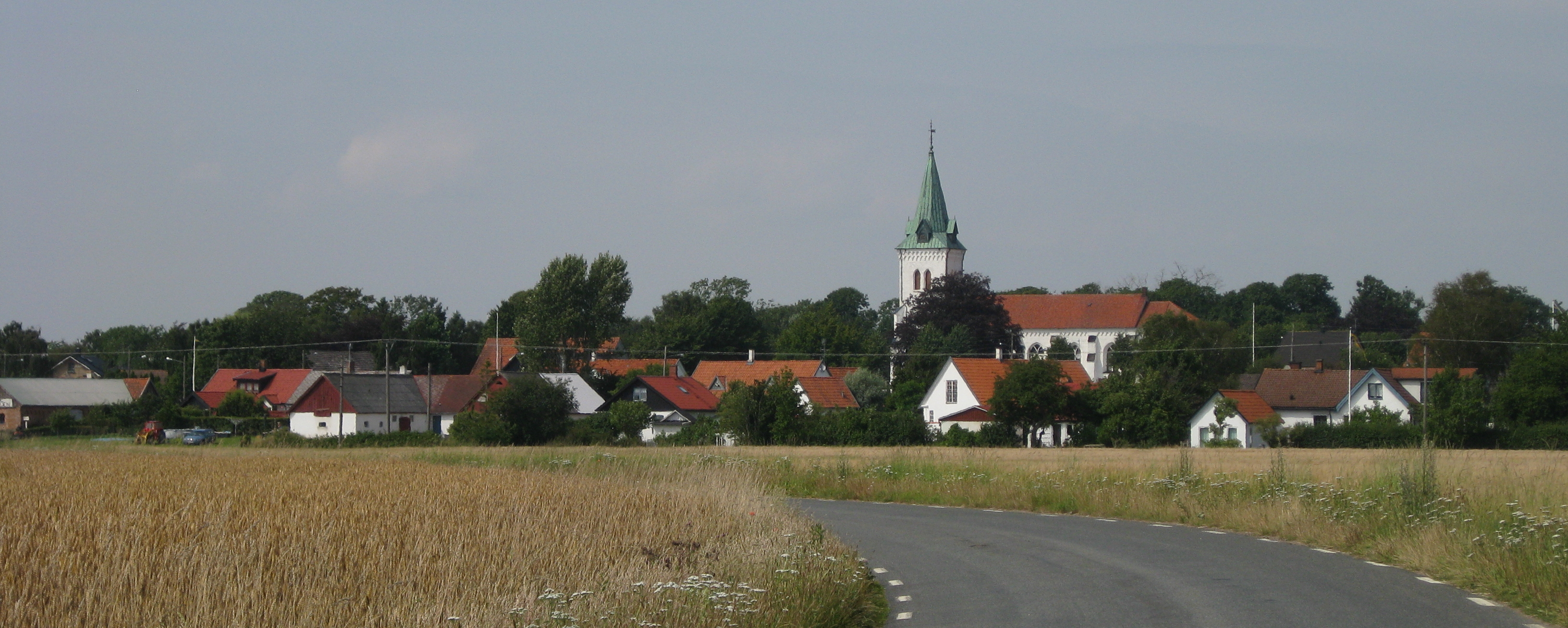
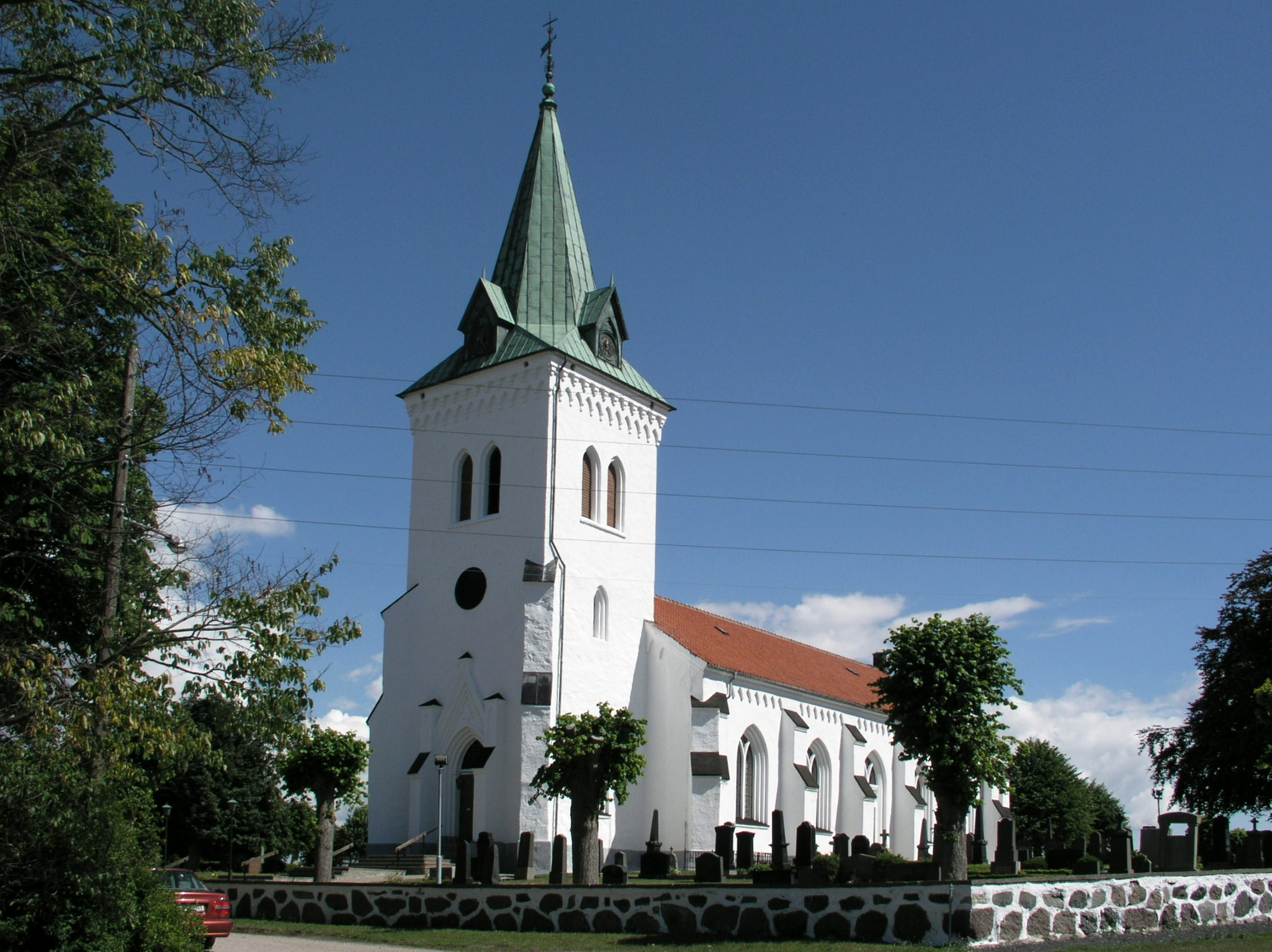